# 明石家のんき
明石家 のんき（あかしや のんき、1967年11月28日 - ）は、落語家、ロック歌手。本名∶明石 弘之。吉本興業所属。上方落語協会会員。
兵庫県西宮市出身。二代目笑福亭松之助の長男。弟はバレエダンサーのパーポ明石。

## 来歴・人物
父・松之助の師匠である5代目笑福亭松鶴の本名・竹内梅之助に由来する「笑福亭 梅之助（しょうふくてい うめのすけ）」の高座名を、生まれる前に与えられた。
8歳となる年の1975年8月、実父・松之助に弟子入りし、同年に梅之助の名で初高座。この頃から日本舞踊、小唄、三味線などに精進し、これらでも舞台を踏んだ。仁川学院高等学校を卒業した。
1990年、笑福亭梅之助から「明石家 のんき」に改名。兄弟子の明石家さんま（1974年入門）と同じ亭号となった。このため、さんまの直弟子と勘違いされることがあるという。さんまはのんきのことを「ヒロくん」と呼ぶ。
松之助の兄弟子・6代目笑福亭松鶴の甥弟子にあたり、笑福亭仁鶴・笑福亭鶴光・笑福亭鶴瓶などは従兄弟弟子にあたる。
吉本興業所属としてデビューし、その後松竹芸能に移籍し、再び吉本の専属に戻った。上方落語協会を師匠・松之助と同じく退会していたが、2012年の総会よりのんきのみ協会復帰した。
リーゼントスタイルになでつけ前髪を大きく盛り上げた、ロカビリーミュージシャンを彷彿させる髪型が特徴。高座に上がり、まず客席をにらみ付けるのが恒例。主に父から受け継いだ古典落語を得意とする。
親子での落語会「のんきな落語会」を主催するほか、「花形寄席」などに出演するかたわら、ロック歌手としてのライブ活動や司会業を行っている。
松之助は、2006年に誕生したのんきの長男に、のんき同様産まれる前から「明石家ぽんた」の高座名を与えている。

## メディア出演

### テレビ番組
レギュラー
- 読売ザKANSAI／関西トピックス（日テレG+）
- ハロハロNight（FM COCOLO 2005年-2007年）
- てれびの耳80S（ケーブルウエスト コミュニティチャンネル）
- キラりん滋賀545（びわ湖放送）
- 8時です! 生放送!!（J:COMチャンネル関西）
- 祇園笑者（読売テレビ 2013年-2015年） - 「明石家大明神ののんきな悩み相談」コーナー
- 笑い飯・千鳥の舌舌舌舌（サンテレビ 2013年） - VTR企画
- 笑い飯のおもしろテレビ（サンテレビ 2013年- ） - VTR企画

特番・ゲスト出演
- よしもと情熱コメディ〜TVのウラ側で大騒ぎ!モンスターAD奮闘記〜（読売テレビ 2012年）
- 第27回なにわ淀川花火大会（J:COMチャンネル関西 2015年8月8日） - 司会

### 映画
- ビリケン（1996年 シネカノン） - ビリケン詣りの人々
- 明日があるさ THE MOVIE（2002年 東宝） - カメラマン
- オムライス（2011年 よしもとクリエイティブ・エージェンシー） - 八百屋